# Turtas
Der Turtas (russisch Турта́с) ist ein 241 km langer rechter Nebenfluss des Irtysch in der Oblast Tjumen in Westsibirien.

## Flusslauf
Der Turtas entsteht am Zusammenfluss seiner beiden Quellflüsse Bolschoi Turtas und Maly Turtas. Er fließt mit vielen Mäandern in westlicher Richtung und mündet nördlich von Tobolsk in den Irtysch. Am Unterlauf liegt die gleichnamige Siedlung Turtas. Der Turtas entwässert ein Areal von 12100 km². Der Fluss wird wesentlich von der Schneeschmelze gespeist. Sein Abfluss am Pegel Nischni Tschebutan, 49 km oberhalb der Mündung, beträgt 44 m³/s.